# Дубошевица
Дубошевица је село у Барањи, општина Драж, у Осјечко-барањској жупанији, Република Хрватска.

## Становништво
На попису становништва 2011. године, Дубошевица је имала 554 становника.

## Попис1991.
На попису становништва 1991. године, насељено место Дубошевица је имало 852 становника, следећег националног састава:
| Попис 1991.‍  | Попис 1991.‍  | Попис 1991.‍ | Попис 1991.‍ | Попис 1991.‍ |
| ------------ | ------------ | ----------- | ----------- | ----------- |
|              |              |             |             |             |
| Хрвати       | Хрвати       |             | 747         | 87,67%      |
| Југословени  | Југословени  |             | 36          | 4,22%       |
| Срби         | Срби         |             | 32          | 3,75%       |
| Мађари       | Мађари       |             | 23          | 2,69%       |
| Немци        | Немци        |             | 11          | 1,29%       |
| неопредељени | неопредељени |             | 1           | 0,11%       |
| непознато    | непознато    |             | 2           | 0,23%       |
| укупно: 852  |              |             |             |             |